# Kámzsás daru
A kámzsás daru vagy remetedaru (Grus monacha) a madarak osztályának a darualakúak (Gruiformes) rendjébe, azon belül a darufélék (Gruidae) családjába tartozó faj.

## Előfordulása
Oroszország, Kína, Japán, Dél-Korea, Észak-Korea és Mongólia területén honos. Kóborlásai során eljut Indiába, Kazahsztánba és Tajvanra is. Az élő populáció nagyságát 9400-9600 egyedre becsülik.

## Megjelenése
Testhossza 100 centiméter, szárnyfesztávolsága 190 centiméter, testtömege 3700 gramm.
|  |